# Chevenoz
Chevenoz – miejscowość i gmina we Francji, w regionie Owernia-Rodan-Alpy, w departamencie Górna Sabaudia.
Według danych na rok 1990 gminę zamieszkiwało 425 osób, a gęstość zaludnienia wynosiła 40 osób/km² (wśród 2880 gmin regionu Rodan-Alpy Chevenoz plasuje się na 1211. miejscu pod względem liczby ludności, natomiast pod względem powierzchni na miejscu 1073.).